# Kościół św. Bartłomieja Apostoła w Łękach Górnych
Kościół św. Bartłomieja Apostoła w Łękach Górnych – zabytkowy drewniany kościół z XVII wieku, znajdujący się w Łękach Górnych, w gminie Pilzno, w powiecie dębickim, w województwie podkarpackim.
Kościół, cmentarz kościelny oraz dzwonnica wpisane zostały do rejestru zabytków nieruchomych województwa podkarpackiego, oraz znajdują się na szlaku architektury drewnianej województwa podkarpackiego (trasa VIII – jasielsko-dębicko-ropczycka).

## Historia
Kościół wybudowano w 1484 roku, w XVII wieku dostawiono murowaną zakrystię, a w 2. połowie XVIII wzniesiono drewnianą wieżę. Obiekt był remontowany po 1936 roku, następnie w 1966 oraz w latach 2011–2014.

## Architektura
Budynek orientowany, gotycki, konstrukcji zrębowej, jednonawowy, zbudowany z drewna modrzewiowego na podmurówce z betonu i kamienia na zewnątrz. Prezbiterium o ścianach tej samej wysokości co nawa, zamknięte trójbocznie. Budynek przykryty jest dachem dwuspadowym krytym blachą z barokową wieżyczką sygnaturki. Ściany budynku zostały wzmocnione lisicami, których zadaniem jest utrzymanie ścian kościoła w pozycji pionowej. Frontowa wieża konstrukcji słupowej z izbicą nakryta barokowym hełmem. 

## Wyposażenie wnętrza
- ołtarz główny rokokowy z 3. ćw. XVIII wieku, drewniany, polichromowany i złocony, zdobiony bogatą ornamentyką rokokową;
- chrzcielnica drewniana, późnorenesansowa z pocz. XVII wieku;
- ambona barokowa;
- trzy zespoły ław manierystycznych z pocz. XVII wieku;
- obraz Zaśnięcie NMP, gotycki z 4. ćw. XV w., malowany przez Lazarusa Gertnera z Ulm;
- obraz Ukrzyżowanie Chrystusa, barokowy z 2. poł. XVII wieku.

Organy rokokowe z 2. poł. XIX w. W łuku tęczy krucyfiks barokowy z XVII wieku.
Na wieży trzy dzwony:
- z 1544 roku odlany przez Tymocha Andrijewa z Pskowa;
- św. Bartłomiej Apostoł z 1923 roku wykonany w odlewni dzwonów Felczyńskich w Przemyślu;
- Matka Boska Wniebowzięta z 1923 roku wykonany w odlewni dzwonów Felczyńskich w Przemyślu[2].